# Mouilleron-le-Captif

Mouilleron-le-Captif este o comună în departamentul Vendée, Franța. În 2009 avea o populație de 4,511 de locuitori.